# CS-Cipher
Il CS-Cipher, dove CS sta per Chiffrement Symétrique, è un cifrario a blocchi inventato da Jacques Stern e Serge Vaudenay nel 1998. È stato sottoposto al progetto NESSIE ma non è stato accettato.
L'algoritmo usa una chiave di lunghezza compresa fra 0 e 128 bit con incrementi di 8 bit. Il valore predefinito è di 128 bit. Esso opera su blocchi di 64 bit utilizzando una rete di Feistel ed è ottimizzato per processori ad 8 bit. La funzione è basata sulla trasformata di Fourier veloce ed utilizza come sorgente un numero "al di sopra di ogni sospetto".